# Phyllodoce pseudopatagonica
Phyllodoce pseudopatagonica är en ringmaskart som beskrevs av Augener 1922. Phyllodoce pseudopatagonica ingår i släktet Phyllodoce och familjen Phyllodocidae. Inga underarter finns listade i Catalogue of Life.